# تومويا ميكامي
تومويا ميكامي (باليابانية: 三上朋也؛ بالكانا: みかみ ともや) هو لاعب كرة قاعدة ياباني، ولد في 10 أبريل 1989 في تاجيمي غيفو في اليابان.

## وصلات خارجية
- تومويا ميكامي على موقع الدوري الياباني لكرة القاعدة (الإنجليزية)
- تومويا ميكامي على موقعبيزبول رفرنس.كوم (الدوري الثانوي) (الإنجليزية)